# Bothriocera parvula
Bothriocera parvula är en insektsart som beskrevs av Johan Christian Fabricius 1798. Bothriocera parvula ingår i släktet Bothriocera och familjen kilstritar. Inga underarter finns listade i Catalogue of Life.